# Elaeocarpaceae
Famille
Classification APG III (2009)
Les Éléocarpacées sont une famille de plantes dicotylédones qui comprend moins de 400 espèces réparties en une dizaine de genres.
Ce sont des arbres ou des arbustes des régions tempérées mais surtout subtropicales à tropicales. L'aire de répartition comprend l'Asie du Sud-Est, la Malaisie, l'est de l'Australie, la Nouvelle-Calédonie, la Nouvelle-Zélande, le Chili.

## Étymologie
Le nom vient du genre type Elaeocarpus composé de deux mots grecs ελαιο / elaio, huile, et καρπός / karpos, fruit, en raison de la ressemblance de ses fruits avec des olives.

## Liste des genres
Selon Angiosperm Phylogeny Website (14 mai 2010) :
- genre Aceratium DC.
- genre Aristotelia L'Her.
- genre Crinodendron Molina
- genre Dubouzetia Pancher ex Brongn. & Gris
- genre Elaeocarpus L.
- genre Peripentadenia L.S.Sm.
- genre Platytheca Steetz
- genre Sericolea Schltr.
- genre Sloanea L.
- genre Tetratheca Sm.
- genre Tremandra R. Brown ex DC.
- genre Vallea Mutis ex L.f.

Selon NCBI (14 mai 2010) :
- genre Aceratium
- genre Aristotelia
- genre Crinodendron
- genre Dubouzetia
- genre Elaeocarpus
- genre Peripentadenia
- genre Petenaea
- genre Platytheca
- genre Sericolea
- genre Sloanea
- genre Tetratheca
- genre Tremandra
- genre Vallea

Selon DELTA Angio (14 mai 2010) :
- genre Aceratium
- genre Aristotelia
- genre Crinodendron
- genre Dubouzetia
- genre Elaeocarpus
- genre Peripentadenia
- genre Sericolea
- genre Sloanea
- genre Valea

Selon ITIS (14 mai 2010) :
- genre Dicera J. R. Forster & J. G. A. Forster, 1776
- genre Elaeocarpus L.
- genre Muntingia L.
- genre Sloanea L.